# Allen, Kentucky
Allen är en stad i Floyd County, Kentucky, USA. År 2000 hade staden 150 invånare. Den har enligt United States Census Bureau en area på 0,6 km², allt är land.